# Kirrweiler (Kusel)
Pour les articles homonymes, voir Kirrweiler.
Kirrweiler est une municipalité de la Verbandsgemeinde Lauterecken, dans l'arrondissement de Kusel, en Rhénanie-Palatinat, dans l'ouest de l'Allemagne.